# 形式の法則
『形式の法則』（けいしきのほうそく, 英: Laws of Form）は、イギリス人の数学者であるG・スペンサー＝ブラウンが1969年に著した書籍である。